# 林望周
林望周（？—1907年3月23日），台灣台北人，臺灣日治時期政治人物。

## 生平
林望周之父為林右藻，泉州同安人。咸豐年間攜家帶眷前來臺灣，居於艋舺八甲庄，經營雜貨店維生。因經營有成而逐漸致富，後遷居大稻埕，林望周為其次子。其從小即幫忙父親管理店鋪，在閒暇時間讀書，光緒中年（1890至1893年間）考試優等，補為縣學監生。1895年清廷割讓台灣，乙未戰爭爆發，獲推選為保良局長，協助平定地方治安。1898年配授紳章，1902年擔任大稻埕區長，1907年3月23日因鼠疫病逝，享年48歲。